# Михайленко, Владимир Степанович
Владимир Степанович Михайле́нко — украинский физик-теоретик, специалист по физике плазмы. Доктор физико-математических наук, профессор, лауреат Государственной премии Украины в области науки и техники (2005).

## Биография
Родился в городе Зеньков Полтавской области. В 1963 году окончил среднюю школу в городе Хорол.
В 1970 году окончил кафедру физики плазмы физико-технического факультета ХГУ. Работал в физике плазмы под руководством К. Н. Степанова.
В 1987 году защитил докторскую диссертацию «Нелинейная теория параметрических кинетических неустойчивостей в сильном переменном электрическом поле».
В 2005 году Михайленко была присуждена Государственная премия Украины в области науки и техники «За коллективные механизмы нагрева и переноса плазмы в тороидальных магнитных ловушках».
С 1989 года Михайленко работал профессором на кафедре теоретической ядерной физики и высшей математики им. А. И. Ахиезера на физико-техническом факультете Харьковского национального университета, преподавал дифференциальные уравнения, математическую статистику, численные методы, теорию систем многих частиц, физическую кинетику.

## Семья
Сын Владимир Владимирович Михайленко также занимается физикой плазмы, имеет ряд совместных публикаций с отцом.

## Награды и звания
- Государственная премия Украины в области науки и техники (2005)[4]

## Публикации
- Chibisov D. V., Mikhailenko V. S., Stepanov K. N. Ion cyclotron turbulence theory of rotating plasmas (англ.) // Plasma Physics and Controlled Fusion. — Elsevier, 1992. — Vol. 34. — P. 95—117.
- Akhiezer A. I., Mikhailenko V. S., Stepanov K. N. Ion-sound parametric turbulence and anomalous electron heating with application to helicon plasma sources (англ.) // Physics Letters A. — Elsevier, 1998. — 10 August (vol. 245). — P. 117—122. — doi:10.1016/S0375-9601(98)00437-X.
- Mikhailenko V. S., Mikhailenko V. V., Stepanov K. N. Temporal evolution of linear drift waves in a collisional plasma with homogeneous shear flow (англ.) // Physics of Plasmas. — 2000. — Vol. 7. — P. 94—100.